# Pentacladocerus
Pentacladocerus is een geslacht van vliesvleugeligen uit de familie Encyrtidae. De wetenschappelijke naam van dit geslacht is voor het eerst geldig gepubliceerd in 1963 door Erdös.

## Soorten
Het geslacht Pentacladocerus omvat de volgende soorten:
- Pentacladocerus araraticus (Trjapitzin, 1962)
- Pentacladocerus matranus Erdös, 1963
- Pentacladocerus stepanovi Trjapitzin, 1968